# Oligia grisescens
Oligia grisescens là một loài bướm đêm trong họ Noctuidae.